# Epiclastopelma marroninum
Epiclastopelma marroninum är en akantusväxtart som beskrevs av Vollesen. Epiclastopelma marroninum ingår i släktet Epiclastopelma och familjen akantusväxter. Inga underarter finns listade i Catalogue of Life.